# 廷吉爾省
31°30′53″N 5°31′58″W / 31.5147°N 5.5328°W
廷吉爾省（阿拉伯语：‎）是摩洛哥的省份，位於該國東北部，由德拉-塔菲拉勒特大區負責管轄，首府設於廷吉爾，面積13,007平方公里，2014年人口322,412，人口密度每平方公里25人。